# Anthidium zadaense
Anthidium zadaense là một loài Hymenoptera trong họ Megachilidae. Loài này được Wu mô tả khoa học năm 1982.